# Auguste Serraillier
Auguste Serraillier, né le 20 juillet 1840 à Figanières (Var) et mort le 21 août 1891 à Joinville-le-Pont, est un militant de l'Association internationale des travailleurs et une personnalité de la Commune de Paris.

## Biographie
Ouvrier cordonnier, il s'installe à Londres avec son père. En octobre 1869, il entre au conseil de l'Association internationale des travailleurs, dont il devient le secrétaire-correspondant pour la Belgique, l'Espagne et les Pays-Bas.
Après la proclamation de la République, le 4 septembre 1870, il est envoyé à Paris, l'autre émissaire étant Élisabeth Dmitrieff, et y anime le comité républicain du IIe arrondissement. Après être retourné à Londres pour y faire un rapport sur la situation en France, il est de nouveau envoyé à Paris. Aux élections complémentaires du 16 avril, il est élu au Conseil de la Commune par le IIe arrondissement ; il siège à la commission du Travail et de l'Échange. 

## Action politique
Il vote contre la création du Comité de Salut public et signe le manifeste de la minorité. Après la Semaine sanglante, il réussit à regagner Londres, mais est condamné à mort par contumace par le Conseil de Guerre. En septembre 1872, il participe au congrès de La Haye de l'Internationale et y vote l'exclusion de Michel Bakounine.